# ميخائيل ألين
ميخائيل ألين (بالإنجليزية: Michael Allen)‏ (30 مارس 1949 في المملكة المتحدة - ) هو لاعب كرة قدم بريطاني في مركز الظهير. لعب مع نادي برينتفورد ونادي ميدلزبره وويتبي تاون ‏.

## وصلات خارجية
- ميخائيل ألين على موقع قاعدة بيانات كرة القدم.إي يو (الإنجليزية)
- ميخائيل ألين على موقع قاعدة بيانات كرة القدم.إي يو (الإنجليزية)